# Varsity Blues
Varsity Blues è un film del 1999 diretto da Brian Robbins, prodotto da MTV Films e distribuito dalla Paramount Pictures.

## Trama
A West Canaan, nella profonda provincia texana, il football è una religione, uno stile di vita e una società con leggi e regole proprie: la piccola cittadina vive interamente in funzione dell'appuntamento settimanale con la partita dei West Canaan High School Coyotes.
"Profeta" di questa religione è l'allenatore Bud Kilmer, da ben trent'anni alla guida della squadra, che ha portato in due occasioni alla vittoria del campionato di stato e ventidue volte alla vittoria del campionato distrettuale, al quale è perfino dedicato lo stadio. Animato da una feroce voglia di vincere ad ogni costo l'ennesimo titolo della sua gloriosa carriera, tratta i suoi giovani atleti con rigido autoritarismo e senza alcun riguardo per la loro salute.
Quando, a quattro partite dalla fine del campionato, la stella della squadra, il quarterback Lance Harbor, che Kilmer ha spinto a giocare con pericolose iniezioni di cortisone in un ginocchio malandato pur di raggiungere la vittoria, si infortuna gravemente, mettendo fine a qualsiasi prospettiva di carriera nel football universitario e professionistico (grazie al quale aveva anche ottenuto una borsa di studio importante), arriva il momento della riserva Jonathon "Mox" Moxon che, malgrado lo scetticismo generale visto che non ha mai giocato una partita a causa della superiorità di Lance, si dimostra un più che degno sostituto, diventando subito il nuovo idolo cittadino. Ma lo scontro di personalità tra l'indipendente Mox e l'autoritario Kilmer è inevitabile.
John non gioca a football con l'intenzione di diventare professionista ma per passione, tanto è vero che durante le partite stava in panchina a studiare per poter essere ammesso alla Brown University. Oltre ai problemi con Kilmer, Mox non sopporta il fatto che il padre non veda in lui altro che la sua possibilità di riscatto, cosa che metterà in chiaro alla fine della loro terza partita, l'unica persa a causa di una sbronza la notte prima, urla chiaramente al padre "Io non voglio la tua vita!". Nell'ultima partita, decisiva per la vittoria del campionato, alla fine del secondo quarto Mox si ribella a Kilmer, desideroso di fare un'iniezione di cortisone al running back migliore della squadra che si è strappato durante la partita, Wendell Brown. Wendell, prima della partita, si era lamentato con Mox del razzismo di Kilmer, che gli fa sempre percorrere tutto il campo, ma che al momento di segnare chiama uno schema a favore di un ricevitore bianco, in questo modo gli impedisce di mettersi in luce. Mox, durante la partita, ha ignorato gli schemi del mister ed ha servito spesso Wendell, una mossa ribelle, ma vincente. Kilmer capisce, nonostante le sue idee razziste, di aver bisogno di Wendell per vincere e quindi, come Lance prima di lui, lo convince a farsi fare l'iniezione. Mox si dichiara, però, anche pronto a rinunciare alla borsa di studio alla Brown pur di non vedere il suo amico rovinarsi la salute (Kilmer lo minacciò di seguire i suoi schemi o avrebbe abbassato i suoi voti personalmente per fargli perdere la borsa di studio, rovinandogli la vita), per poi insultare l'allenatore, scatenando però la rappresaglia di tutti i suoi compagni che non sopportano più il coach, specie Tweeder e Billy Bob, oltre ad un Lance in stampelle che consiglia a Wendell di non accettare tale trattamento perché non ne vale la pena. Di fronte alla ribellione della squadra, Kilmer ordina a tutti di prepararsi, dicendo che li avrebbe guidati alla vittoria, ma nessuno lo segue fuori dallo spogliatoio, e Kilmer se ne va nel suo ufficio, restando da solo coi suoi trofei a pensare. Mox prende le redini della squadra dicendo che i ragionamenti di Kilmer "48 minuti da ricordare per 48 anni" non sono altro che un mucchio di sciocchezze, di entrare in campo e di disputare gli ultimi due quarti soltanto perché è il tempo che manca, poiché si tratta solo di una partita e tutto si concluderà allo scadere del tempo, incitandoli ad essere "eroi", perché finalmente ne hanno l'opportunità.
Il gruppo si ricompatta unito nello spirito e nel desiderio di vittoria, e torna in campo più motivato, con Lance che ritorna, ancora con le stampelle, nel ruolo di allenatore. La squadra compie una rimonta, durante la quale Lance decide di usare uno schema con 5 ricevitori proposto dallo stesso Mox settimane prima (che Kilmer insultò per averlo soltanto proposto in allenamento definendolo inutile) che si rivela vincente. Alla fine la collaborazione di gestione della squadra tra Lance e Mox si dimostra straordinaria, ma sarà proprio una loro scelta a portare al punto della vittoria Billy Bob, il più ingenuo, buono e grosso della squadra, che realizzerà la vittoria nonostante tre avversari sulla propria schiena. Alla fine Mox stesso racconta la conclusione degli eventi: Lance capì di poter provare ad intraprendere la carriera di allenatore; Kilmer non allenò mai più; lui invece si stava dedicando alla laurea alla Brown University, e dopo quella partita finale non giocò mai più a football.

## Distribuzione
Il film è Uscito nelle sale cinematografiche statunitensi il 15 gennaio 1999 in 2 121 copie.

## Accoglienza

### Incassi
Il film si rivelò un piccolo successo, incassando 52 milioni di dollari a fronte di un budget produttivo di 16 milioni.

### Critica
L'accoglienza critica è stata complessivamente negativa. L'aggregatore di recensioni Rotten Tomatoes lo definisce «un prevedibile football movie che manca di intensità» («a predictable football movie that lacks intensity») e gli assegna una valutazione complessiva di 39%, sulla base di 20 recensioni positive su 51, per un voto medio di 5/10.
Per Mauro Gervasini (FilmTV) è un «Teen-age-movie di buone intenzioni e scarso livello», «tagliato con l'accetta per piacere a censori e genitori [...] Più che un film, uno spot della Pubblicità Progresso».

## Riconoscimenti
Per la sua interpretazione James Van Der Beek ha vinto un Teen Choice Awards ed un MTV Movie Award alla migliore performance rivelazione maschile.

## Slogan promozionali
- «Make your own rules.»
«Gioca con le tue regole.»

## Riferimenti in casi giudiziari
Prese nome da questo film l'operazione Varsity Blues con cui nel 2019 l'FBI fece scoprire lo scandaloso caso delle mazzette che alcuni genitori - manager, professionisti, personalità del mondo dello spettacolo, fra cui le attrici Felicity Huffman e Lori Loughlin, condannate poi per corruzione e truffa - avevano pagato per far ammettere i propri figli in prestigiose università statunitensi, servendosi di un'estesa organizzazione che forniva false attestazioni sportive, molto utili per superare i severissimi test d'ingresso di quegli atenei.

## Riferimenti in altri film
- Varsity Blues è tra i film parodiati in Non è un'altra stupida commedia americana.
- In una puntata di The Office gli impiegati dell'ufficio vengono costretti dal loro capo Micheal Scott, a visionare Varsity Blues
- Viene citato nel film Mean girls come film preferito di Regina George